# Ф
Ф je cirilska črka, ki se je razvila iz grške črke Φ. Izgovarja s kot f in se tako tudi prečrkuje v latinico.
Tradicionalno ime te črke je frt (фрътъ), v novejšem času pa se bolj uporablja kratko ime ef.
| tiskano | pisano |
| ------- | ------ |
| Ф ф     | Ф ф    |

Zanimivost: Glas f je v slovanskih jezikih praktično neznan (pojavlja se le v besedah tujega izvora), zato prvotna verzija cirilice ni poznala ustrezne črke. Zaradi prevzemanja grških besed, ki so vsebovale ta glas, se je v cirilici pojavila tudi ustrezna črka - po videzu enaka grški. Pri prevzemanju grških besed, ki so vsebovale Θ, pa so slovanski narodi uporabljali črko Ѳ (»fita«). Tudi to črko so Slovani izgovarjali kot f, zato so jo pozneje nadomestili s črko Ф (zgled: rusko ime Тимофей [Timofej] izvira iz grškega imena starogrško Τιμόθεος [Timotheos] - slovensko Timotej).